# Mohamed Junus
Mohamed Junus (bengalsko: মুহাম্মদ ইউনুস), bangladeški bankir in ekonomist, Nobelov nagrajenec za mir 2006, * 28. junij 1940.
Junus je razvijalec in ustanovitelj koncepta mikrokredita, kar pomeni razširitev drobnih posojil na podjetnike, ki so preveč revni, da bi lahko dobili običajno bančno posojilo. Poleg tega je tudi ustanovitelj  banke Grameen. Leta 2006 sta bila Junus in banka, ki jo je ustanovil, »za svoje prizadevanje ustvariti ekonomski in socialni razvoj z dna« nagrajena z Nobelovo nagrado za mir, Junus je tudi prejemnik več drugih mednarodnih priznanj, med drugim tudi Svetovne nagrade za hrano.

## Ustanovitev banke Grameen
Junus je banko Grameen (grameen pomeni vaška) ustanovil leta 1976, da bi pomagal revnim Bangladeševcem. Od tedaj je banka Grameen posodila okrog 5,3 milijona posojilojemalcem čez 5,1 milijarde ameriških dolarjev. Za jamstvo njihovega vračila banka uporablja sistem solidarnostnih skupin. To so majhne neformalne skupine, ki si denar izposodijo skupaj in katerih člani jamčijo drug za drugega in se medsebojno podpirajo pri ekonomskem napredovanju.
Sčasoma je banka razvila tudi druge sisteme alternativnega kreditiranja, ki pomaga revnim. Poleg mikrokredita nudi tudi stanovanjske kredite ter financira ribarnice in namakalne projekte, naložbeni kapital, tekstilno industrijo in druge dejavnosti, pa tudi druge bančne storitve, kot je hranilništvo.
Uspeh modela Grameen je navdihnil podobna prizadevanja po vsem svetu v razvoju in celo v razvitih državah. Model mikrofinanciranja posnemajo v 23 državah. Številni izmed teh projektov ga posnemajo tudi v poudarku, ki ga daje ženskam. Ženske so namreč prejemnice več kot 96 % posojil banke Grameen, saj jih revščina ogrožano še bistveno bolj, poleg tega pa svoj zaslužek pogosteje namenijo celotni družini kot moški.
Nekoč bodo naši pravnuki, da bi razumeli, kaj je bila revščina, obiskovali muzeje.— Junus, The Independent, 5. maja 1996

### V angleščini
- Grameen Bank, Junusove sanje
- Junusova biografija - The World Food Prize Arhivirano 2007-08-24 na Wayback Machine.
- SAJAforum.org Vprašanja in odgovori z vsega sveta z Mohamedom Junusom (avdio/MP3, 42 minut)
- Govor Mohameda Junusa
- Članek o Mohamedu Junusu v Businessweeku.
- Videoposnetek govora Mohameda Junusa o banki Grameen Arhivirano 2006-01-05 na Wayback Machine.
- Intervju z Mohamedom Junusom
- Banker to the Poor, avtor Mohamed Junus Arhivirano 2007-09-28 na Wayback Machine.

### V slovenščini
- Delo: Nagrada za mir Mohamedu Junusu. Objavljeno 13. oktobra 2006. Pridobljeno 13. oktobra 2006.
- Gibanje za pravičnost in razvoj: Predsednikova rubrika 14 Arhivirano 2006-06-03 na Wayback Machine.. Mnenje predsednika Slovenije Janeza Drnovška. Pridobljeno 13. oktobra 2006.
- Podjetnik: Kako malo je treba .... O prijaznosti do podjetništva. Avtor Jože Vilfan. Objavljeno oktobra 2004. Pridobljeno 13. oktobra 2006.